# Andreas Strasser
Andreas Strasser (30 de diciembre de 1996) es un deportista alemán que compite en ciclismo en la modalidad de trials. Ganó una medalla de plata en el Campeonato Mundial de Ciclismo Urbano de 2018, en la prueba por equipos.

## Palmarés internacional
| Campeonato Mundial | Campeonato Mundial | Campeonato Mundial | Campeonato Mundial |
| Año                | Lugar              | Medalla            | Competición        |
| ------------------ | ------------------ | ------------------ | ------------------ |
| 2018               | Chengdu ( China)   | Medalla de plata   | Trials por equipos |